# Surfing Song Book
The Surfing Song Book ist ein Musikalbum der US-amerikanischen Band The Rincon Surfside Band.
Die 1965 erschienene LP ist für die Geschichte der Popmusik von besonderer Bedeutung, da es sich um das erste Karaoke-Album handelte. Die LP enthält 12 Surf-Songs, von denen die meisten durch erfolgreiche Aufnahmen der Beach Boys und des damals sehr populären Duos Jan and Dean bekannt waren. Diese Songs wurden für The Surfing Song Book neu aufgenommen, wobei die Gesangsparts fortgelassen wurden, sodass die Tracks nur aus Instrumentalparts und Background Vocals bestanden. Die Liedtexte wurden auf die Rückseite der LP-Hülle gedruckt, so dass man die Schallplatte abspielen und dabei selbst die Gesangsparts übernehmen konnte.
Obwohl The Surfing Song Book als eine LP der The Rincon Surfside Band veröffentlicht wurde, existierte diese Band nicht wirklich. Das Album war eine Produktion der Surf-Komponisten Phil Sloan und Steve Barri, die für dieses Projekt professionelle Studiomusiker engagierten, von denen die meisten bereits an den Originalaufnahmen der verschiedenen Songs mitgewirkt hatten und die daher ihre Parts auswendig beherrschten. Die beteiligten Musiker waren Hal Blaine (Schlagzeug), Al DeLory (Orgel), Joe Osborn (Bass), Bill Pittman (Bass) und Tommy Tedesco (Gitarre) sowie Steve Barri (Percussion) und Phil Sloan (Gitarre) selber. Die Aufnahmesession für The Surfing Song Book fand am 21. Mai 1965 im Western Recorders Studio in Hollywood statt. Das fertiggestellte Album wurde im Juli 1965 von Dunhill Records als erste Platte dieses Labels überhaupt veröffentlicht.

## Trackliste
1. Surfin' Safari (Brian Wilson / Mike Love)
2. Surfer Girl (Brian Wilson)
3. Sidewalk Surfin (Roger Christian / Brian Wilson)
4. Surfin' U.S.A. (Chuck Berry / Brian Wilson)
5. Surfin (Brian Wilson / Mike Love)
6. Ride The Wild Surf (Jan Berry / Roger Christian / Brian Wilson)
7. Hawaii (Brian Wilson)
8. Drag City (Jan Berry / Roger Christian / Brian Wilson)
9. Little Deuce Coupe (Jan Berry / Roger Christian)
10. Honolulu Lulu (Jan Berry / Roger Christian / Lou Adler)
11. Surf City (Brian Wilson / Jan Berry)
12. Skateboard Craze (Phil Sloan / Steve Barri)